# Rodoniscus anophthalmus
Rodoniscus anophthalmus är en kräftdjursart som beskrevs av Arcangeli1935. Rodoniscus anophthalmus ingår i släktet Rodoniscus och familjen Bathytropidae. Inga underarter finns listade i Catalogue of Life.